# Sukhipur
Sukhipur (nepalski: सुखिपुर) – gaun wikas samiti we wschodniej części Nepalu w strefie Sagarmatha w dystrykcie Siraha. Według nepalskiego spisu powszechnego z 2001 roku liczył on 1594 gospodarstw domowych i 9491 mieszkańców (4667 kobiet i 4824 mężczyzn).